# Clanga
A Clanga a madarak (Aves) osztályának a vágómadár-alakúak (Accipitriformes) rendjébe, ezen belül a vágómadárfélék (Accipitridae) családjába tartozó nem. Egyes szervezetek az Aquila nembe sorolták ezeket a fajokat is.

## Rendszerezésük
A nemet Adamowicz írta le 1858-ban, az alábbi 3 faj tartozik ide:
- indiai békászósas (Clanga hastata[1] vagy Aquila hastata)[2]
- békászó sas (Clanga pomarina[1] vagy Aquila pomarina)[2]
- fekete sas (Clanga clanga[1] vagy Aquila clanga)[2]